# 166614 Zsazsa
166614 Zsazsa este un asteroid din centura principală de asteroizi.

## Descriere
166614 Zsazsa este un asteroid din centura principală de asteroizi. A fost descoperit pe 1 septembrie 2002 la Observatorul Palomar în cadrul programului NEAT. Asteroidul prezintă o orbită caracterizată de o semiaxă mare de 2,64 ua, o excentricitate de 0,01 și o înclinație de 0,9° în raport cu ecliptica.